# Imigrația în Chile
Imigrația în Chile este un proces prin care persoane din alte țări sosesc în statul în cauză cu diferite scopuri: la muncă, studii, în scopuri familiale sau alte ativități (religioase, umanitare, voluntare, etc).

## Dinamică

### Date statistice
| Anul | Populația totală | Imigranți Sursă | Imigranți Sursă | Imigranți Sursă | Imigranți Sursă | Imigranți Sursă |
| Anul | Populația totală | Total           | %               | Europeni        | Americanii      | Alții           |
| ---- | ---------------- | --------------- | --------------- | --------------- | --------------- | --------------- |
| 1865 | 1.819.223        | 21.982          | 1,21%           | 53,7%           | 41,4%           | 4,9%            |
| 1875 | 2.075.971        | 25.199          | 1,21%           | 62,3%           | 33,0%           | 4,7%            |
| 1885 | 2.057.005        | 87.077          | 4,23%           | 30,1%           | 67,2%           | 2,7%            |
| 1907 | 3.249.279        | 134.524         | 4,5%            | 53,3%           | 42,7%           | 4,0%            |
| 1920 | 3.731.593        | 114.114         | 3,06%           | 60,0%           | 31,2%           | 8,9%            |
| 1930 | 4.287.445        | 105.463         | 2,46%           | 60,0%           | 24,6%           | 15,4%           |
| 1940 | 5.023.539        | 107.273         | 2,14%           | 67,2%           | 21,7%           | 11,1%           |
| 1952 | 5.932.995        | 103.878         | 1,75%           | 55,9%           | 23,4%           | 20,7%           |
| 1960 | 7.374.115        | 104.853         | 1,42%           | 60,9%           | 26,1%           | 13,0%           |
| 1970 | 8.884.768        | 90.441          | 1,02%           | 53,3%           | 34,4%           | 12,3%           |
| 1982 | 11.275.440       | 84.345          | 0,75%           | 31,8%           | 54,5%           | 13,7%           |
| 1992 | 13.348.401       | 114.597         | 0,86%           | 20,1%           | 65,1%           | 14,8%           |
| 2002 | 15.116.435       | 184.464         | 1,22%           | 17,2%           | 71,8%           | 11,0%           |